# Taraxacum sangilense
Taraxacum sangilense là một loài thực vật có hoa trong họ Cúc. Loài này được Krasnob. & Khanm. miêu tả khoa học đầu tiên năm 1984.